# Durhaus
Durhaus ist ein Wohnplatz in der Gemeinde Kürten im Rheinisch-Bergischen Kreis.

## Lage und Beschreibung
Der Ort liegt zwischen Breibach und Herweg an der Kreisstraße 32. Er besteht aus zwei Hofschaften entlang der Straße, einer nördlich und einer südlich, die ca. 200 m räumlich getrennt sind.

## Geschichte
Die Topographia Ducatus Montani des Erich Philipp Ploennies aus dem Jahre 1715, Blatt Amt Steinbach, belegt, dass der Ort bereits 1715 als Ort mit einem Hof bestand und als Durhaus bezeichnet wurde. Carl Friedrich von Wiebeking benennt die Hofschaft auf seiner Charte des Herzogthums Berg 1789 als Durhaus. Aus ihr geht hervor, dass Durhaus zu dieser Zeit Teil der Honschaft Bechen im Kirchspiel Bechen im Landgericht Kürten war.
Unter der französischen Verwaltung zwischen 1806 und 1813 wurde das Amt Steinbach aufgelöst und der Ort wurde politisch der Gemeinde Bechen in der Mairie Kürten im Kanton Wipperfürth  im Arrondissement Elberfeld zugeordnet. 1816 wandelten die Preußen die Mairie zur Bürgermeisterei Kürten im Kreis Wipperfürth.
Der Ort ist auf der Topographischen Aufnahme der Rheinlande von 1824 als Durhaus und auf der Preußischen Uraufnahme von 1840 als Forst verzeichnet. Ab der Preußischen Neuaufnahme von 1892 ist er auf Messtischblättern regelmäßig als Durhaus verzeichnet. Auf allen diesen Karten sind bereits beide Hofschaften sichtbar.
1822 lebten fünf Menschen im als Haus kategorisierten Ort. Der 1845 laut der Uebersicht des Regierungs-Bezirks Cöln als Hof kategorisierte Ort besaß zu dieser Zeit zwei Wohnhäuser. Zu dieser Zeit lebten 17 Einwohner im Ort, davon alle katholischen Bekenntnisses. Die Gemeinde- und Gutbezirksstatistik der Rheinprovinz führt Durhaus 1871 mit zwei Wohnhäusern und zwölf Einwohnern auf.
In den Statistiken ab 1888 wird Durhaus aufgeteilt geführt mit einem Teil in der Gemeinde Bechen und einem Teil in der Gemeinde Kürten. Dies liegt daran, dass Durhaus seit jeher an der Grenze der Gemeinden Kürten und Bechen lag. Der Kürtener Teil bildete sich in der unteren Hofschaft.
Im Gemeindelexikon für die Provinz Rheinland von 1888 werden zwei Wohnhäuser mit 14 Einwohnern angegeben für den Bechener Teil und drei Wohnhäuser mit zehn Einwohnern für den Kürtener Teil.
1895 hatte der Ort zwei Wohnhäuser und 15 Einwohner in Bechen und drei Wohnhäuser und zwölf Einwohner in Kürten. 1905 besaß der Ort in Bechen zwei Wohnhäuser und 14 Einwohner und gehörte konfessionell zum katholischen Kirchspiel Bechen. Der Kürtener Teil hatte drei Wohnhäuser mit neun Einwohnern und gehörte konfessionell zum katholischen Kirchspiel Biesfeld.
1927 wurden die Bürgermeisterei Kürten in das Amt Kürten überführt. In der Weimarer Republik wurden 1929 die Ämter Kürten mit den Gemeinden Kürten und Bechen und Olpe mit den Gemeinden Olpe und Wipperfeld zum Amt Kürten zusammengelegt. Der Kreis Wipperfürth ging am 1. Oktober 1932 in den Rheinisch-Bergischen Kreis mit Sitz in Bergisch Gladbach auf.
1975 entstand aufgrund des Köln-Gesetzes die heutige Gemeinde Kürten, zu der neben den Ämtern Kürten, Bechen und Olpe ein Teilgebiet der Stadt Bensberg mit Dürscheid und den umliegenden Gebieten kam.

## Sehenswürdigkeiten
- Im Wald nördlich Durhaus steht ein Wegekreuz (gelistetes Baudenkmal der Gemeinde Kürten),
- gut erhaltenes Fachwerkhaus (Durhaus 11) mit zwei Begleitbäumen (Kopflinden) an der K 32.

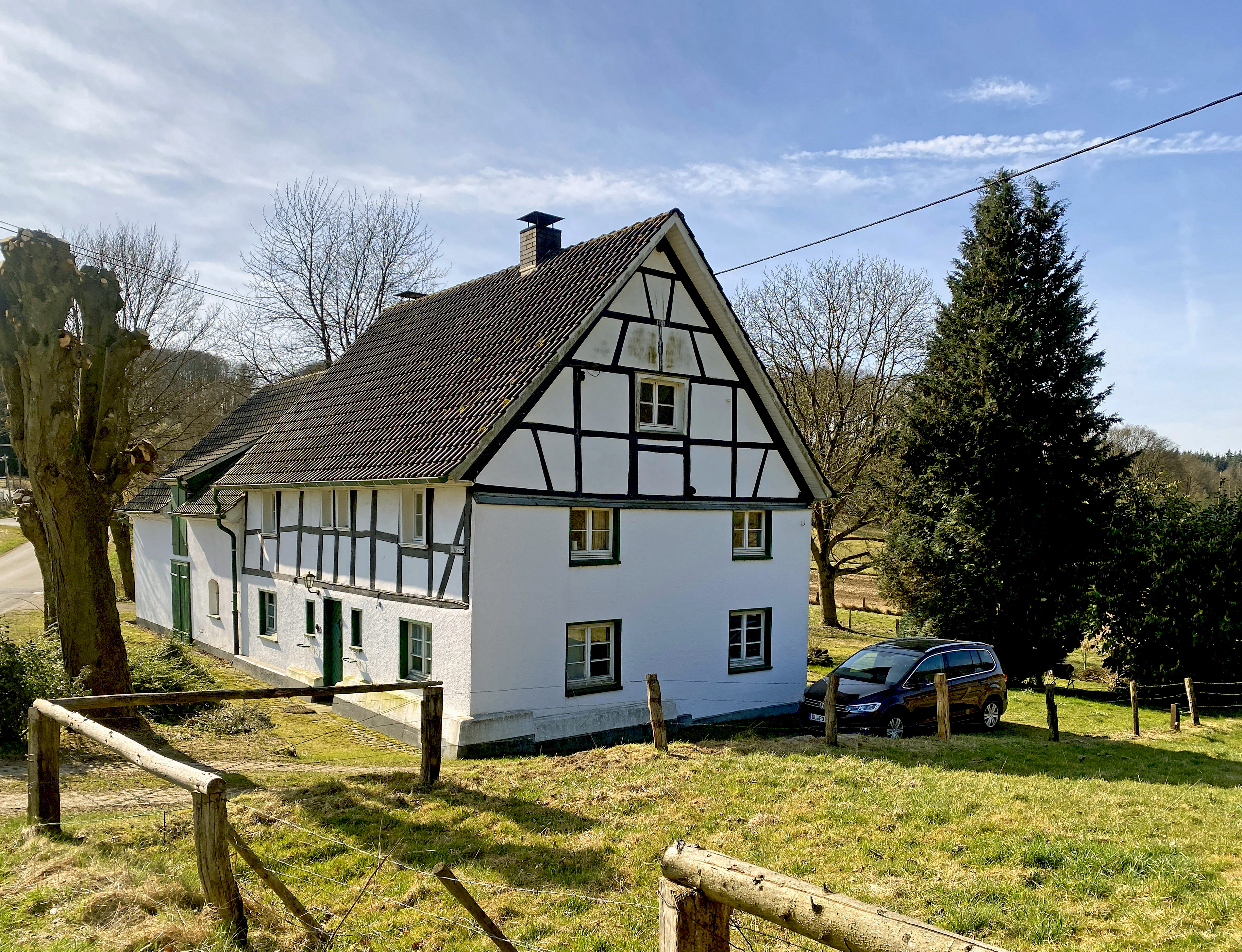
Fachwerkhaus Durhaus 11
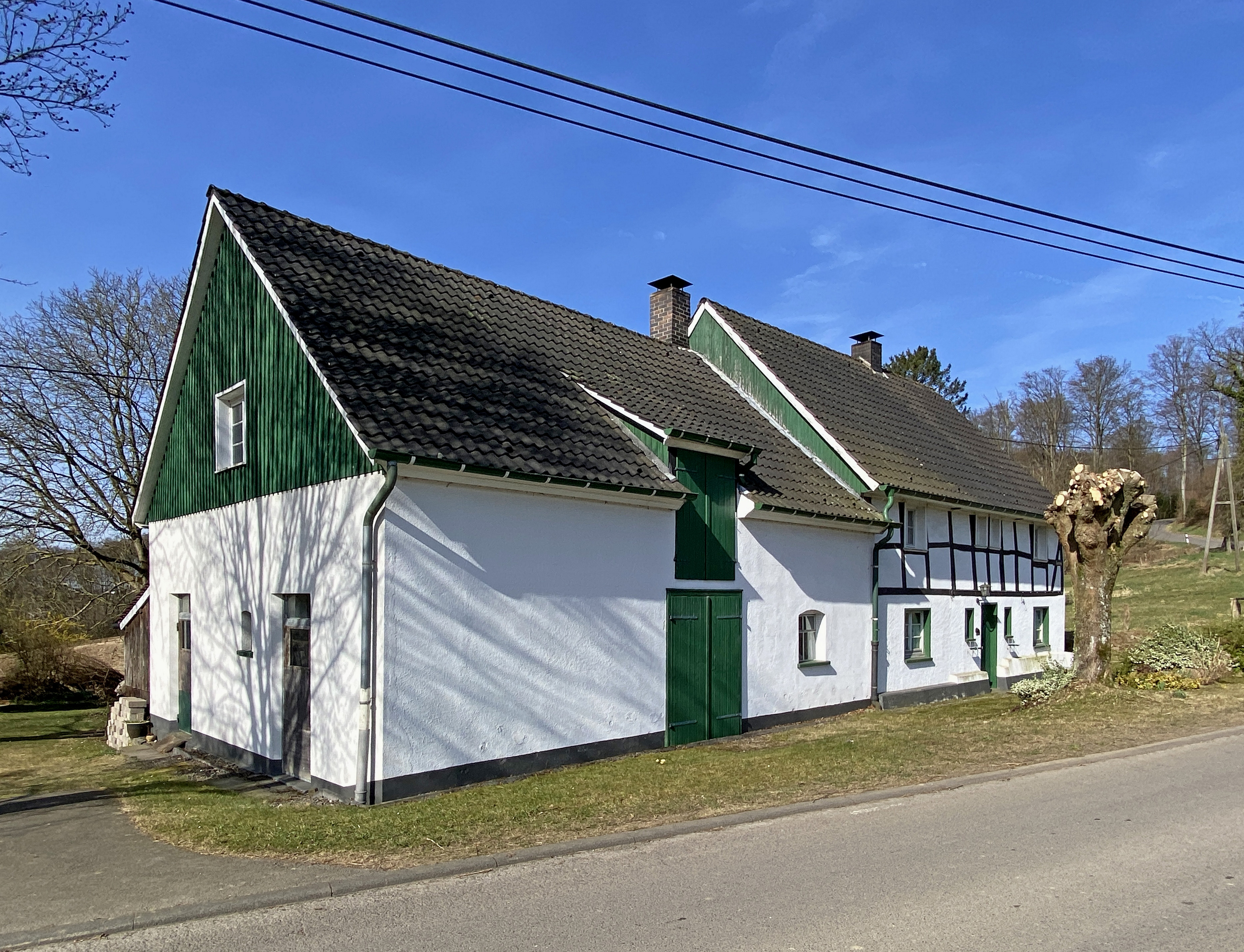
Fachwerkhaus Durhaus 11
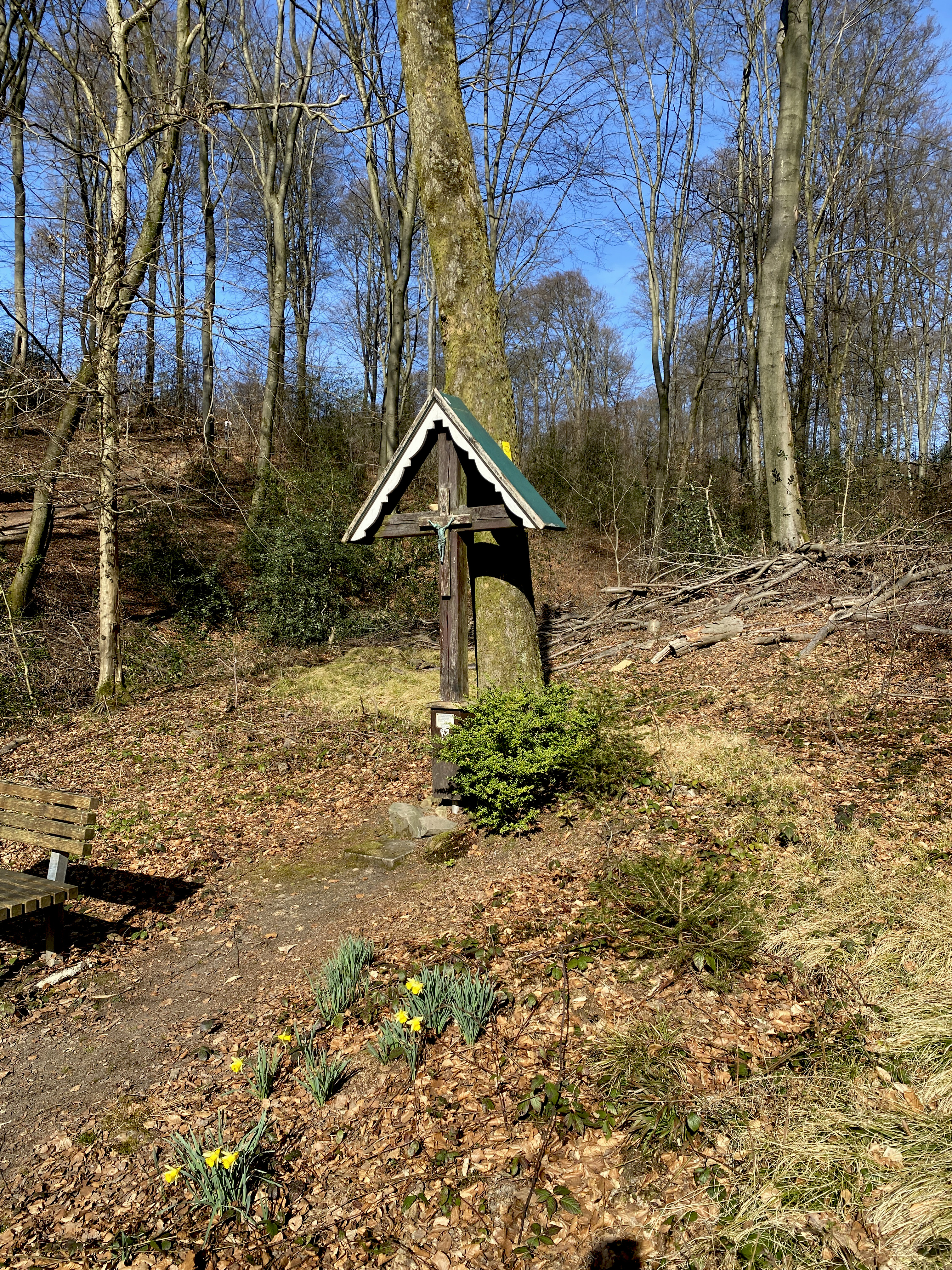
Baudenkmal Wegekreuz Durhaus
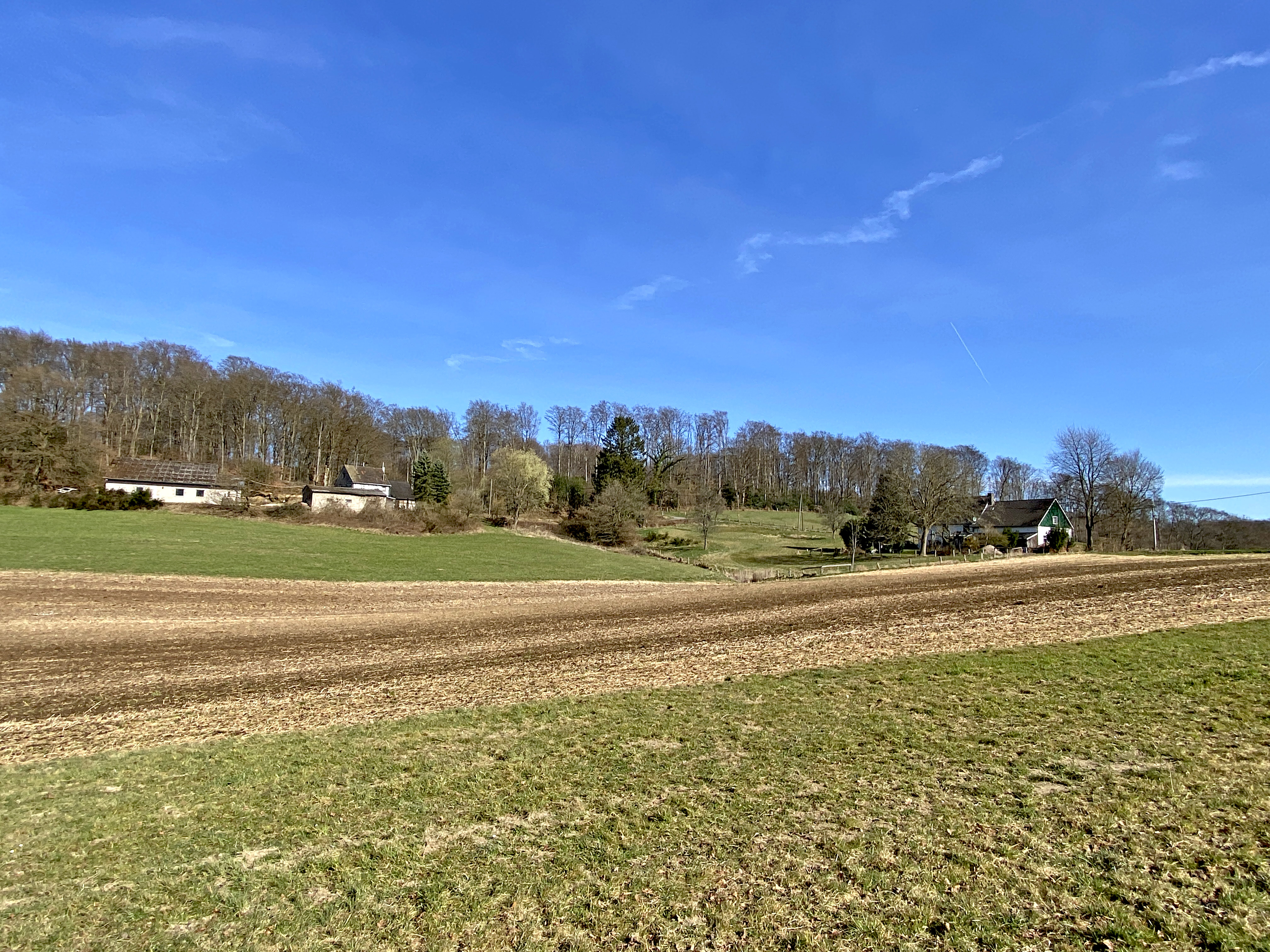
Durhaus
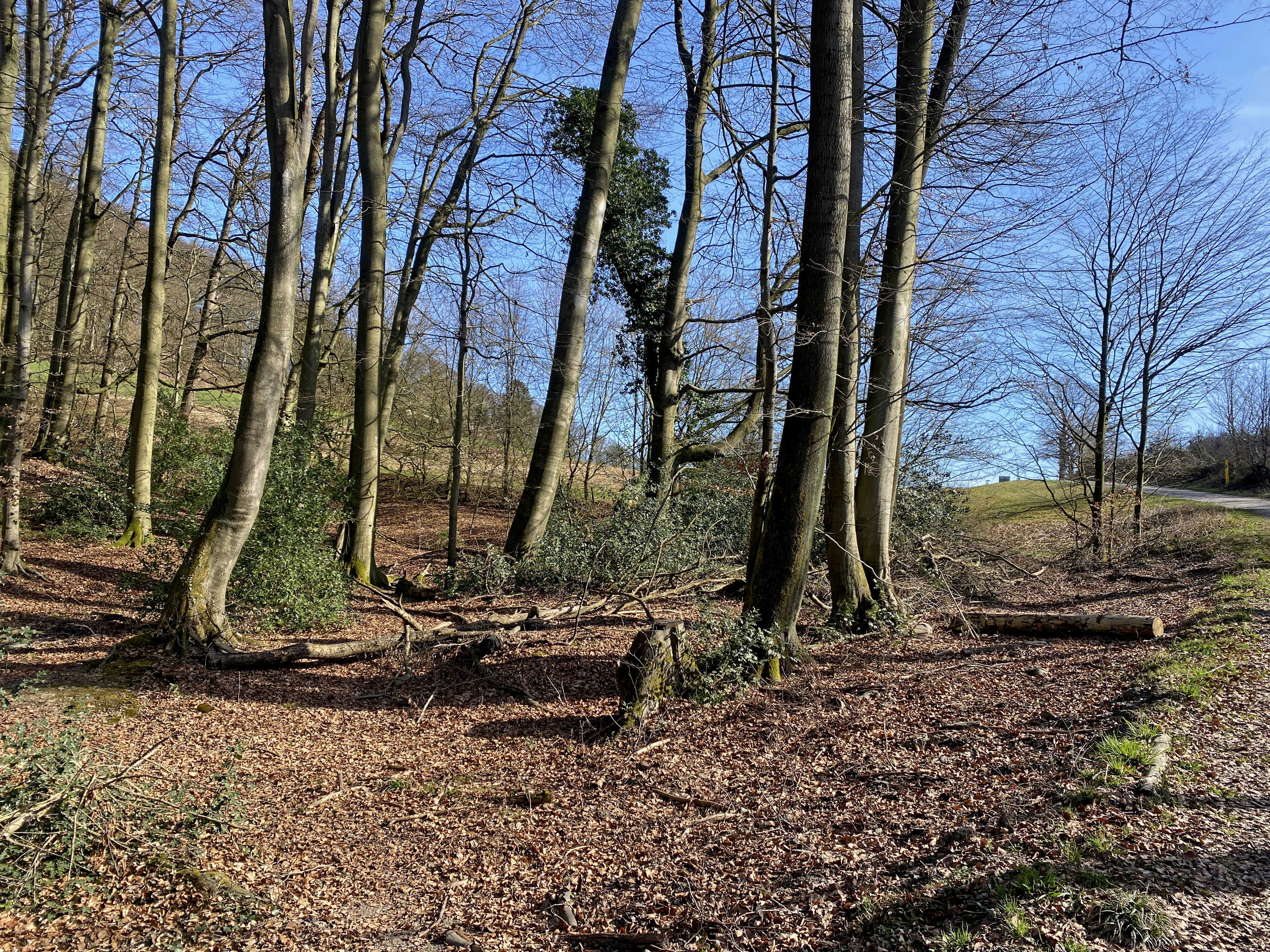
Buchenwald westl. Durhaus - Weg ins Weyerbachtal

## Wanderwege
Durch den Ort führt die 3. Etappe des Bergischen Panoramasteiges zwischen Biesfeld und Dhünn (Wermelskirchen), außerdem führt der Hauptwanderweg des SGV Bergisch Land von Wipperfürth nach Bergisch Gladbach (Raute 9) durch Durhaus ins nahe Weyerbachtal, ebenso die Rundwanderwege E1 und A2 südlich von Bechen.